# Adam Tobias Lützow
Adam Tobias (von) Lützow (27. august 1775 i København – 16. april 1844) var en dansk officer.
Han var søn af viceadmiral Anton Frederik Lützow og Elisabeth Birgitte Wigant, blev generalmajor og fra 1832 kommandør for Artilleribrigaden. Han var Ridder af Dannebrog. Med ham uddøde i 1844 én af de forskellige linjer af slægten Lützow i Danmark.
I huset på Lappen (I dag de Mesa's Hus) i Helsingør fik børn med sin husholderske Bodil (Bolette) Rasmussen (1790-1865). I samlivet 3 børn født "Hansen", men på kongens forlangende adopteret af deres altså biologiske fader. Et af børnene Eleonora var maler og forfatter blev gift med Anton Frederik Tscherning. Lützow var familiært forbundet med familierne Tscherning og Løvmand, og det var et meget kunstnerisk hjem. Der findes et maleri af ham og en pennetegning af hustruen, tegnet af Christine Løvmand. Løvmand var kunstlærer for Eleonora Tscherning og for flere andre kvindelige kunstnere.

## Familie
Med Bodild "Bolette" Rasmussen fik han tre børn:
- Eleonore Christine Lützow (4.7.1817 - 3.7.1890) gift med sin fætter Oberst, krigsminister Anthon Frederik Tscherning (12.12.1795 - 29.6.1874) i ægteskabet 5 børn.
- Anthonette Elisabeth Lützow (11.2.1820 - 14.6.1836).
- Christian Wigandt Lützow (1824 - 1883).